# 낫토

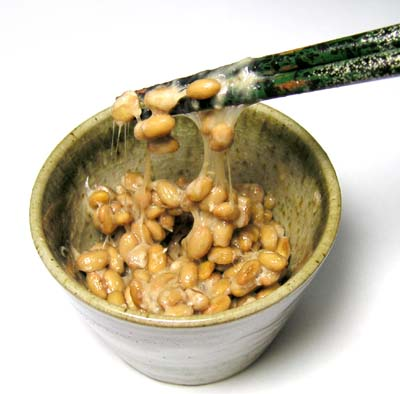
간장을 넣고 비빈 낫토. 끈적거리면서 길게 늘어난다.

낫토(일본어: 納豆, 조선말: 띄운콩)는 콩을 낫토균을 이용해 발효시킨 일본 전통의 식품이다. 특히 아침식사로 즐겨 먹는다. 단백질이 풍부하여 미소와 함께 중세 일본의 필수적인 영양 공급원이었다. 특유의 풍미를 가지고 있고 독특한 맛이 있으며 점도가 높고, 실처럼 길게 늘어나는 성질이 있다. 일본에서도 간토 지방 동부지역에서 특히 많이 먹는다.

## 역사
낫토의 최초 기원에 대해서는 출처가 다르다. 한 가지 이론은 낫토가 고대부터 일본에서 흔히 구할 수 있는 재료와 도구로 만드는 것이 간단하기 때문에 먼 과거에 여러 장소에서 공동 개발되었다는 것이다.

### 전설적인 기원
낫토의 기원에 관한 한 이야기는 서기 1086년에서 1088년 사이에 일본 북동부에서 원정을 하던 사무라이 미나모토노 요시이에(1039~1106)에 기인한다고 한다. 어느 날 그의 군대는 말에게 콩을 삶다가 공격을 받았다. 그들은 서둘러 콩을 포장했고, 콩이 발효된 며칠이 지나서야 짚주머니를 열었다. 군인들은 어쨌든 그것을 먹고 그 맛이 마음에 들어서 요시이에에게도 그 맛을 좋아한다고 제안했다.
또 다른 이야기는 쇼토쿠 태자(574~622)에 관한 것으로, 삶은 콩을 먹고 남은 것을 가마니에 싸서 말에게 주었다고 한다. 우연히 사람들이 이 발효 콩을 먹고 맛있다고 생각하게 되면서, 이런 종류의 발효 실 콩은 독특한 맛과 강한 향으로 인해 곧 일본에서 인기를 얻었다.
ㅋ
낫토 이전에 중국에는 츠(豉) 또는 도우츠(중국어: 豆豉; 병음: dòuchī)라고 불리는 발효 검은콩 음식과 유사한 요리가 있었다. 통콩을 소금에 절여 발효 숙성시킨 조미료 또는 중국에서 발명되어 동아시아 전역에 퍼진 조미료이다. 그들은 일반적으로 발효된 콩과 충분한 양의 소금으로 만들어진다. 그러나 일본에서는 재료와 생산 방법이 다르다. 중국인은 검은 콩과 노란 콩을 모두 사용하여 도우츠를 생산하는 반면, 일본의 낫토는 노란 콩만 사용한다. 사용된 소금의 양에 따라 도우치와 낫토의 맛과 모양도 달라진다.
대두와 쌀의 재배 방법은 야요이 시대에 중국에서 일본으로 유입되었고, 이후 일본에서는 소금 유통이 활발해지기 시작했다. 이는 도우치 생산이 일본에서 대중화되는 기회를 제공했다. 당시 소금은 가격이 비쌌기 때문에 도우치 제조 과정에서 우연히 낫토가 발명되었다는 주장이 제기되었다.
헤이조쿄(平条京)에서 한자 豉라는 글자가 적힌 목편이 출토되었다. 이 전표의 발굴은 낫토의 발명이 일본에 수입된 중국 도우치를 기반으로 했다는 가설을 뒷받침하는 증거로 간주된다.
한자 豉는 8세기에 일본에 들어왔다. 낫토가 발효된 콩의 새로운 이름이 된 11세기까지는 "쿠키"(kuki)로 발음되었다.

### 다이쇼 시대의 상업화
다이쇼 시대(1912~1926)에 낫토 생산에 변화가 일어났다. 연구자들은 짚이 불필요하게 고초균(Bacillus subtilis)이 포함된 낫토 종균 배양액을 생산하는 방법을 발견하여 낫토의 상업적 생산을 단순화하고 보다 일관된 결과를 가능하게 했다.

## 낫토의 종류

### 아마낫토
아마낫토는 콩을 삶아 밀가루를 묻혀 발효시킨 부식류로서, 밥반찬으로 식용하거나 고기나 해산물 및 채소 조리할 때에 양념용으로 사용한다

### 시오카라낫토
곰팡이로 발효시킨 콩을 소금에 버무려서 몇 달 동안 숙성시킨 것으로, 말려서 술안주나 군대음식으로 이용한다. 누룽지곰팡이라고 하는 곰팡이류가 작용하여 신맛이 강한 특징이 있고, 콩발효 식품이다.

### 이토비키낫토
약 1000년전에 일본 북부지방에서 시작되어, 보통 “낫또”라고 하면 일반적으로낫토는 이토히키낫토를 뜻하고 있다. 낫토균이라는 세균이 작용하여 끈덕거리는 실이 많이 생기는 콩 발효 식품이다.

## 니오와낫토
낫토는 특유의 강한 냄새로 인하여 일본내에서도 간사이 지방을 중심으로 낫토를 싫어하는 사람이 많은데, 냄새 때문에 낫토를 싫어하는 사람들이 먹기 편하도록 냄새를 제거한 니오와낫토 라는 제품이 존재한다.
니오와낫토의 명칭은 '냄새가 나지 않는다(니오와나이)'라는 말과 낫토를 합성하여 만들어진 명칭이다.

## 사진

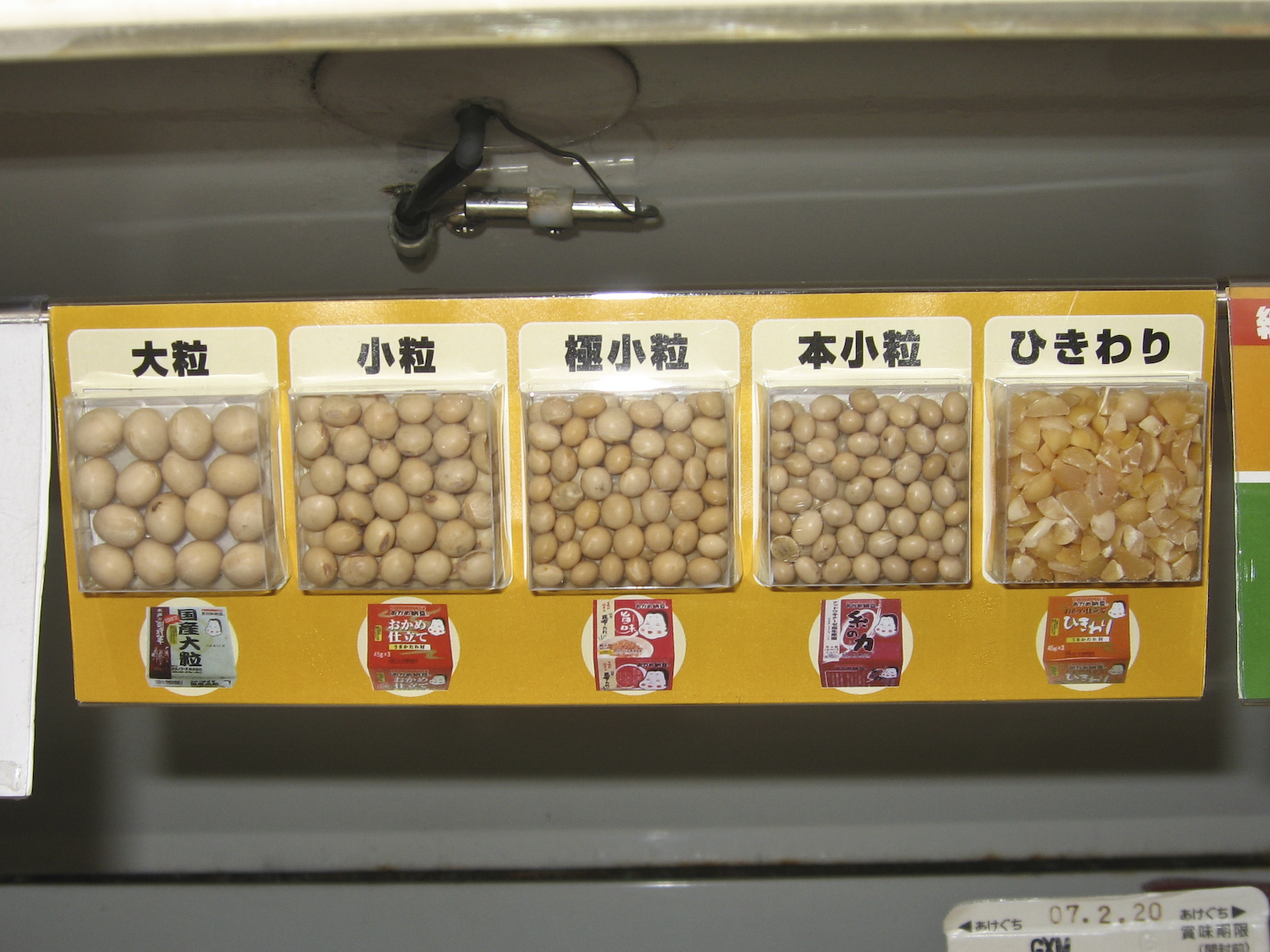
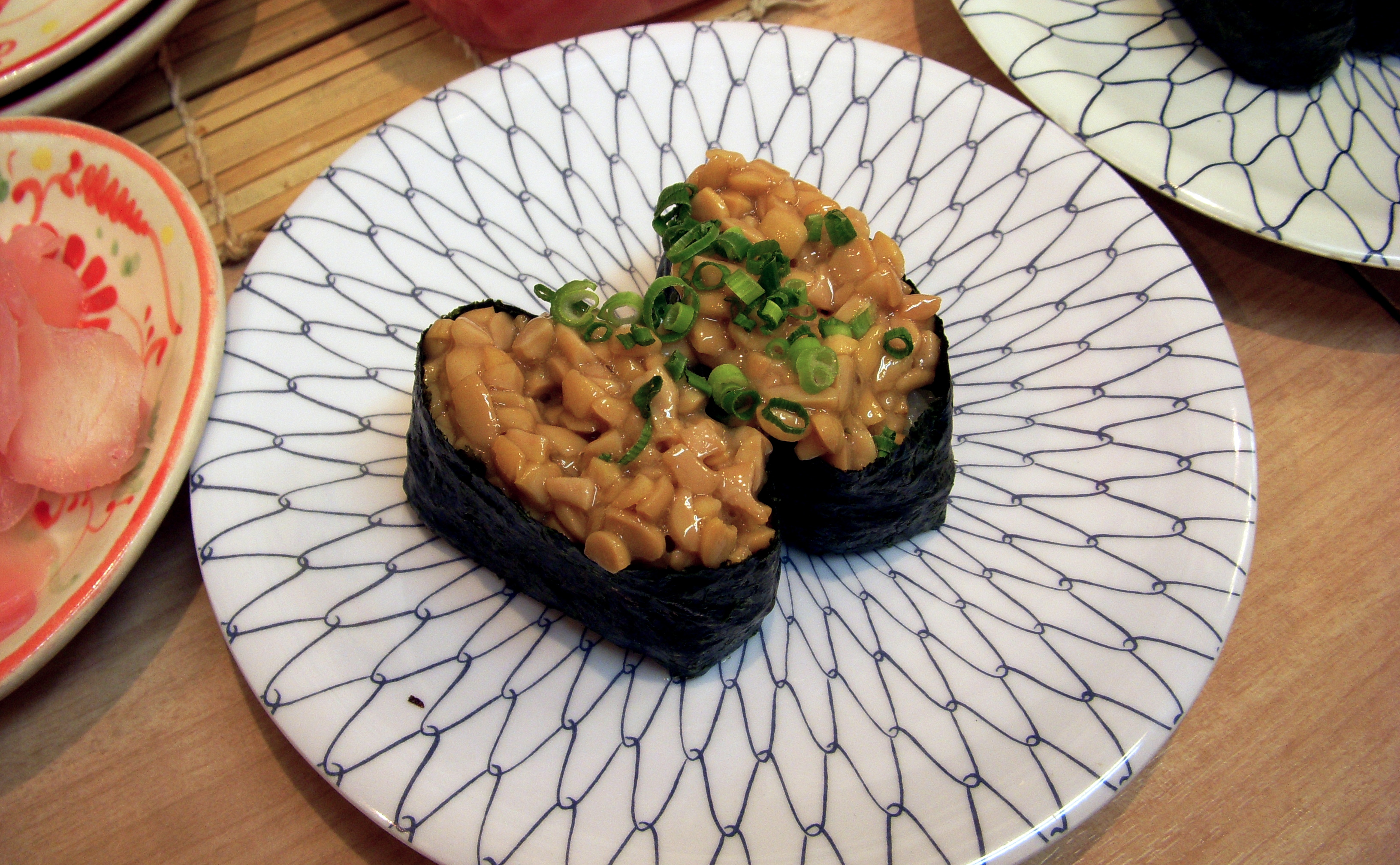
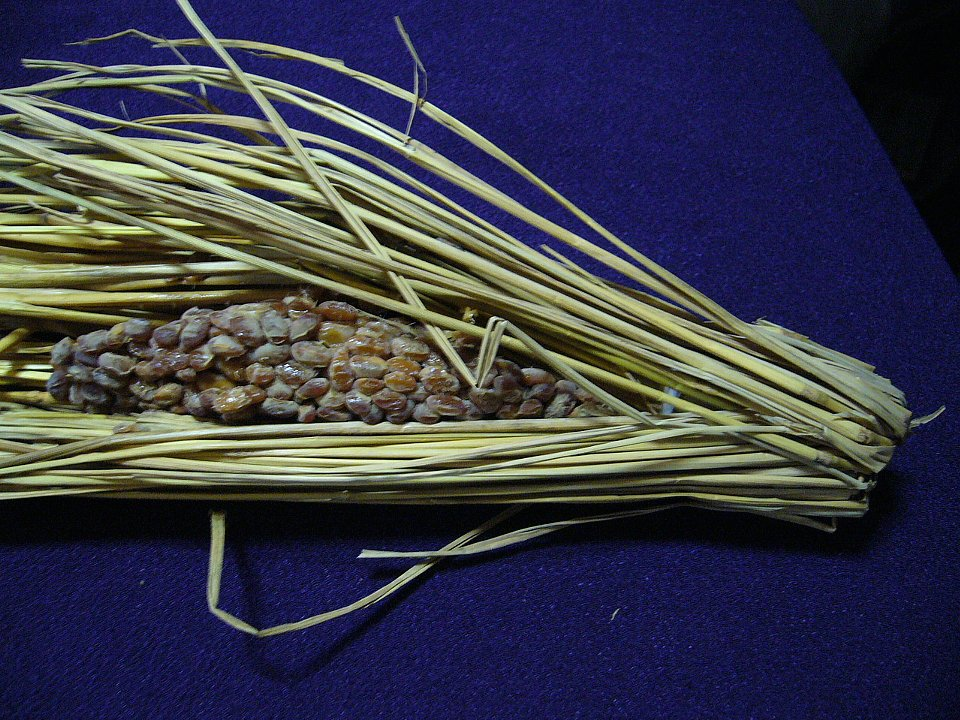
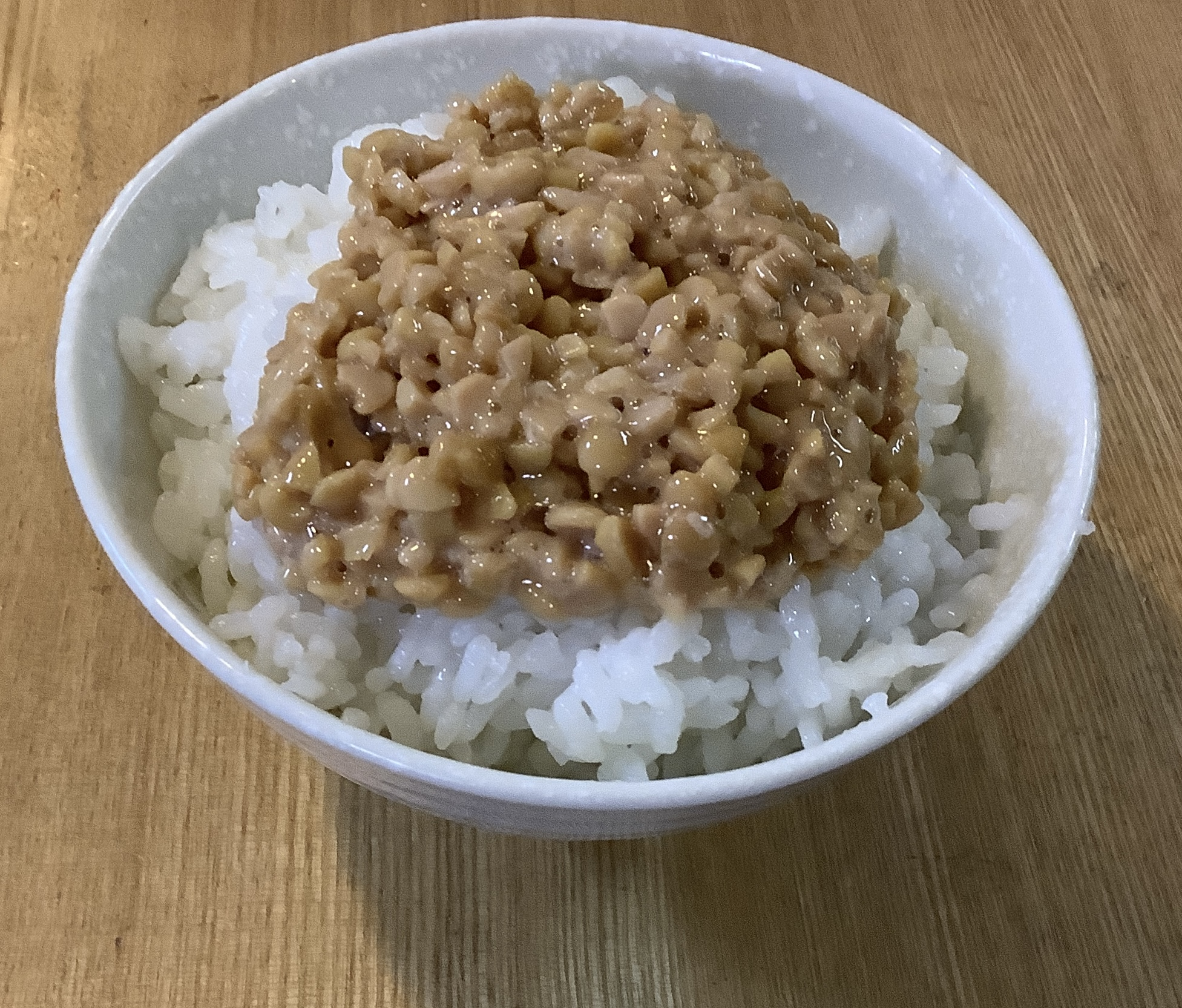
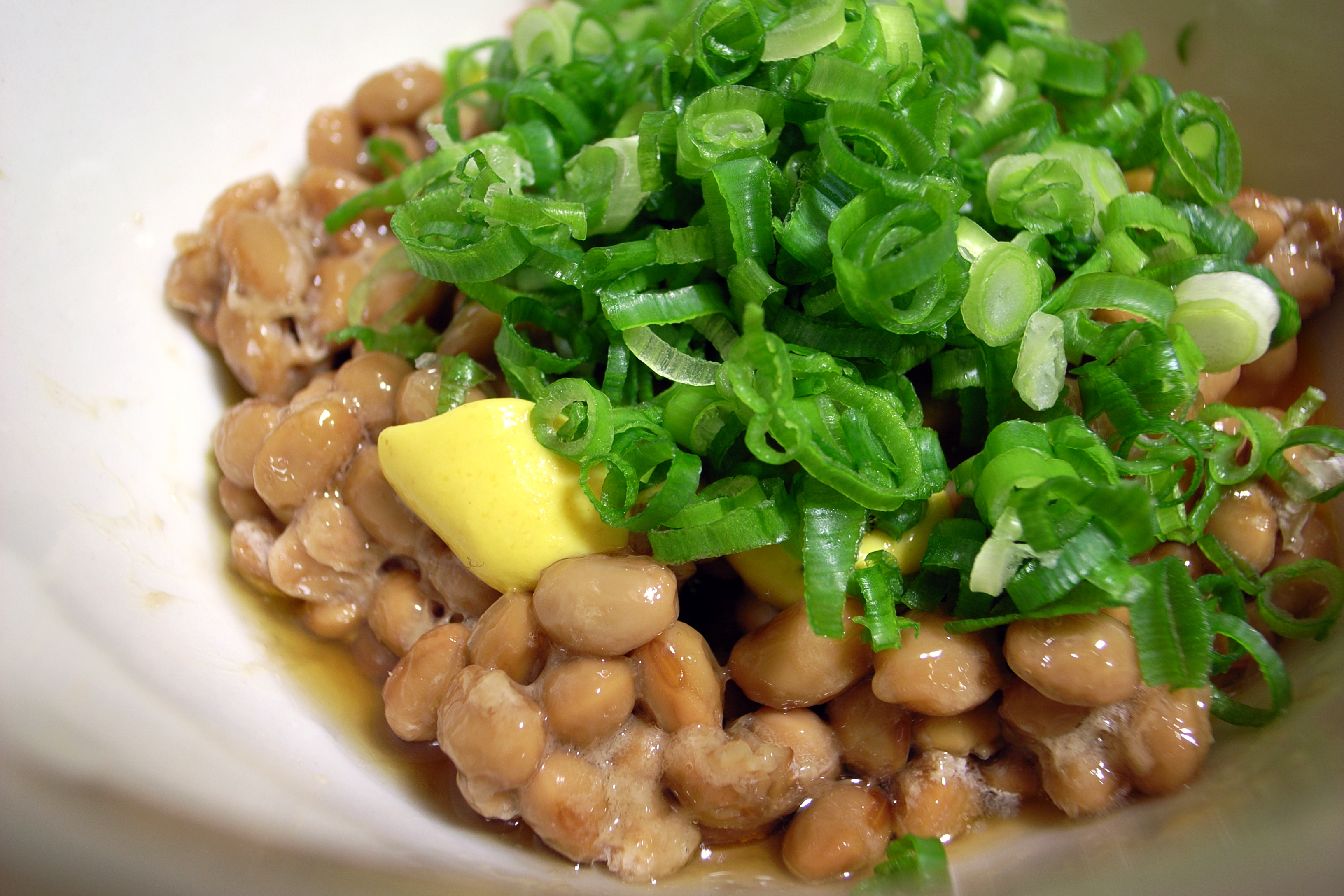
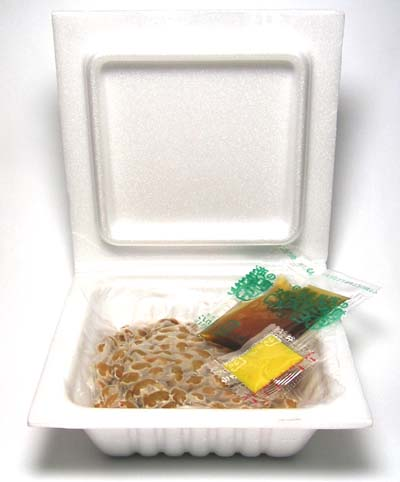

## 같이 보기
- 두장
- 일본 요리
- 미소 (음식)
- 두부